# Asami Tachibana
Asami Tachibana (ngày 11 tháng 1 năm 1997) là một tài năng thần tượng Nhật Bản.